# 城巴N11線
城巴N11線是香港一條來往港島中環（港澳碼頭）和機場（地面運輸中心）的通宵路線，為前往東涌市中心、機場後勤區及機場客運大樓的乘客提供服務。
本線是新界西首條通宵常規專營過海巴士路線，亦是首條由城巴獨營的通宵常規專營過海巴士路線；另外本線在改經紅隧之前，亦是西隧首條通宵常規專營過海巴士路線。

## 歷史
- 1998年7月6日：隨新機場啟用而投入服務，初時來往銅鑼灣（摩頓台）及機場（地面運輸中心），取道西區海底隧道來往。
- 2006年8月22日：由於西區海底隧道在本線開辦後不斷調高隧道收費（現時單層及雙層巴士的隧道費分別為$100及$140），導致本線營運成本增加，總站遷往中環（港澳碼頭），取道德輔道中、灣仔、銅鑼灣、紅磡海底隧道及佐敦道。
- 2016年4月23日：往機場方向增設告士打道景隆街站。
- 2017年3月30日：往機場方向改經暢航路橋底一段暢達路前往「富豪機場酒店」分站，並取消「四號停車場」分站，以配合政府貴賓室停車場外的一段暢達路封閉作機場客運大樓擴建工程。[1][2]
- 2017年12月15日：增設實時抵站時間查詢服務。[3]
- 2022年9月26日：縮減服務時間。港澳碼頭開出服務時間為01:20至04:20，機場開出為01:50至04:50[4]。

## 服務時間及班次
| 每日中環（港澳碼頭）開     | 每日中環（港澳碼頭）開 | 每日中環（港澳碼頭）開 | 每日中環（港澳碼頭）開 |
| -------------------------- | ---------------------- | ---------------------- | ---------------------- |
| 01:20                      | 02:20                  | 03:20                  | 04:20                  |
| 每日機場（地面運輸中心）開 |                        |                        |                        |
| 01:50                      | 02:50                  | 03:50                  | 04:50                  |

## 收費
全程：$32.1
- 海底隧道轉車站往機場（地面運輸中心）：$23.8
- 青嶼幹線巴士轉乘站往機場（地面運輸中心）：$13.5
- 東涌消防局往機場（地面運輸中心）：$5.3
- 機場（地面運輸中心）往裕東苑或之前：$5.3
- 青嶼幹線巴士轉乘站往中環（港澳碼頭）：$28.0
- 柯士甸站往中環（港澳碼頭）：$13.3
- 百德新街往中環（港澳碼頭）：$7.2

| - 本線設有12歲以下小童及65歲或以上長者半價優惠。 - 65歲或以上香港居民使用「樂悠咭」，以及12歲以下合資格殘疾兒童使用「殘疾人士身份」個人八達通繳付車資，均可享有每程$2.0或半價（以較低者為準）的票價優惠；12至64歲合資格殘疾人士使用「殘疾人士身份」個人八達通（包括「樂悠咭」），以及60至64歲香港居民使用「樂悠咭」繳付車資，均可享有每程$2.0或全費（以較低者為準）的票價優惠。 - 65歲或以上長者如使用長者或一般個人八達通繳付車資，則只可享有半價優惠；12至64歲合資格殘疾人士如不使用「殘疾人士身份」個人八達通，以及60至64歲人士如不使用「樂悠咭」繳付車資，必須繳付全費。 - 乘客可以現金或八達通於上車時付款，不設找續。 - 每位成人乘客可免費攜帶最多兩名4歲以下而不佔座位的兒童乘客乘車，超額之4歲以下小童必須繳付小童車費乘車。 - 九龍巴士、城巴及龍運巴士全職員工及家屬（不包括外判職員）可免費乘搭本路線，惟必須拍職員或職員家屬八達通。 - 乘客亦可使用AlipayHK「易乘碼」、支付寶、 WeChatHK／微信支付「搭車碼」、銀聯雲閃付「乘車碼」及BOC Pay「乘車碼」、具有感應式支付功能的VISA、Mastercard及銀聯卡，以及Apple Pay、Google Pay及Samsung Pay流動支付平台繳付車資。使用此支付方式的乘客可享有中途下車之分段收費，以及與其他城巴獨營路線或聯營線城巴班次之轉乘優惠，惟不適用於與非城巴路線之轉乘優惠。使用此支付方式的乘客亦不能享有「公共交通費用補貼計劃」及「長者及合資格殘疾人士公共交通票價優惠計劃」。 - 帶粗體字者為雙向分段收費，乘客必須使用八達通或指定交通二維碼繳費，並於下車前再次確認八達通或掃瞄二維碼，方可享有分段收費優惠。 |

### 八達通轉乘優惠
乘客登上本線後指定時間內以同一張八達通卡轉乘以下路線，或從以下路線登車後指定時間內以同一張八達通卡轉乘本線，次程可獲車資折扣優惠：
- N11往中環（港澳碼頭） → 5B往堅尼地城、N8X往小西灣、N72任何方向、N90往海怡半島，次程車資全免
- 5B往銅鑼灣、N8X往堅尼地城、N72任何方向、N90往中環（港澳碼頭） → N11往機場，回贈首程車資
- N21A往機場 → N11往機場，次程車資全免

註：5B線不會整晚行走，詳情請參閱城巴5B線。

## 行車路線
中環（港澳碼頭）開經：港澳碼頭通道、干諾道中、林士街、德輔道中、金鐘道、軒尼詩道、怡和街、銅鑼灣道、大坑道天橋、告士打道、天橋、海底隧道、康莊道、漆咸道南、加士居道、佐敦道、連翔道、西九龍公路、青葵公路、長青隧道、長青公路、青衣西北交匯處、青嶼幹線、北大嶼山公路、東涌東交匯處、裕東路、順東路、赤鱲角南路、駿坪路、駿運路、駿運路交匯處、航膳西路、駿運路交匯處、觀景路、東岸路、機場路、暢連路、暢達路、機場北交匯處、機場路、機場南交匯處及暢連路。 
機場（地面運輸中心）開經：暢連路、機場南交匯處、機場路、東岸路、觀景路、駿明路、觀景路、駿運路交匯處、航膳西路、駿運路交匯處、駿運路、駿坪路、赤鱲角南路、順東路、達東路、順東路、裕東路、東涌東交匯處、北大嶼山公路、青嶼幹線、青衣西北交匯處、長青公路、長青隧道、青葵公路、西九龍公路、連翔道、佐敦道、加士居道、漆咸道南、康莊道、海底隧道、告士打道、天橋、告士打道、內告士打道、分域街、軒尼詩道、金鐘道、德輔道中、永和街、干諾道中及港澳碼頭通道。

### 沿線車站

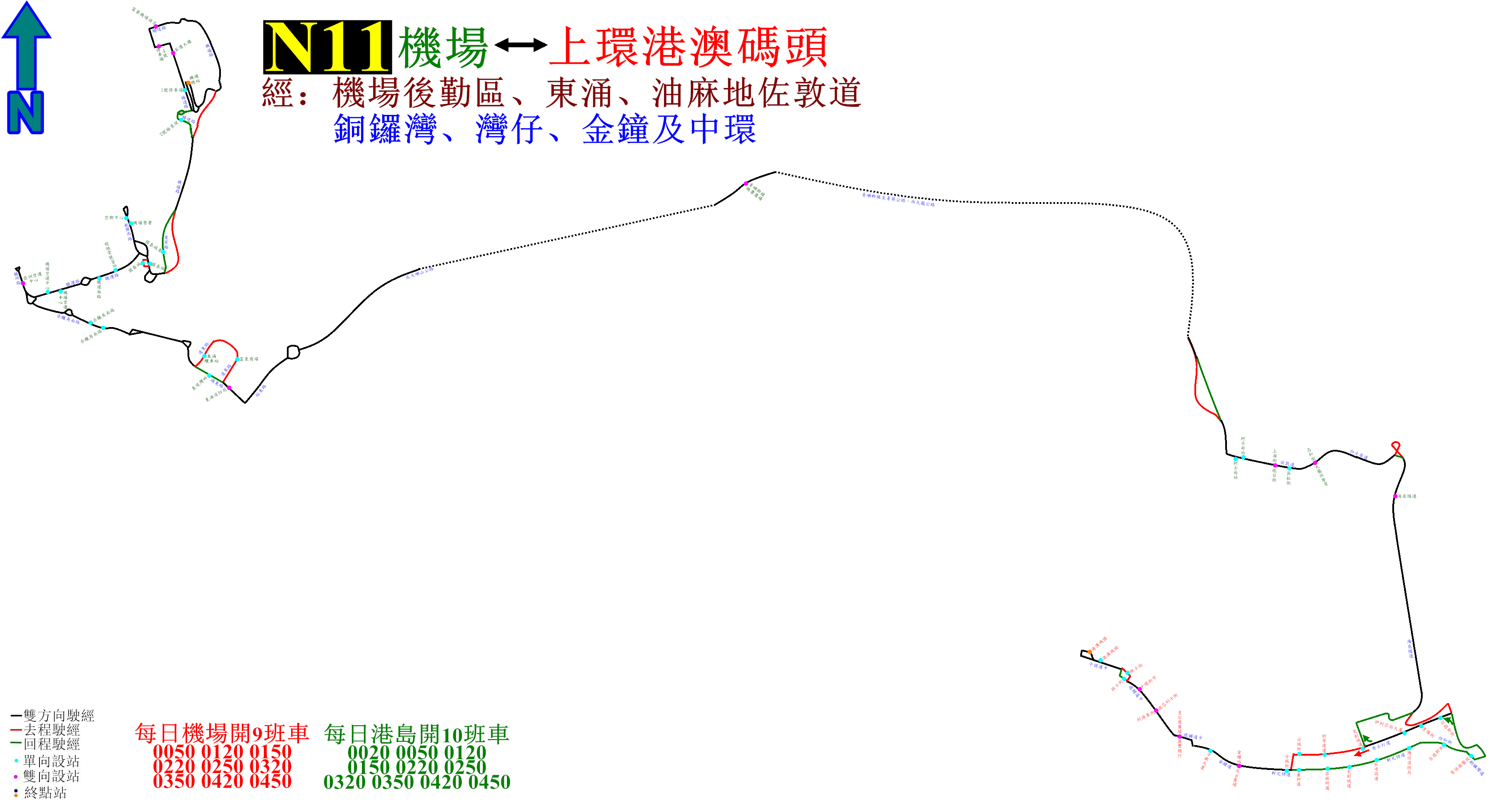
N11線的走線圖

| 中環（港澳碼頭）開 | 中環（港澳碼頭）開   | 中環（港澳碼頭）開           | 機場（地面運輸中心）開 | 機場（地面運輸中心）開 | 機場（地面運輸中心）開       |
| 序號               | 車站名稱             | 位置                         | 序號                   | 車站名稱               | 位置                         |
| ------------------ | -------------------- | ---------------------------- | ---------------------- | ---------------------- | ---------------------------- |
| 1                  | 中環（港澳碼頭）     | 中環（港澳碼頭）巴士總站     | 1                      | 機場（地面運輸中心）   | 機場（地面運輸中心）巴士總站 |
| 2                  | 港澳碼頭             | 干諾道中                     | 2                      | 一號客運大樓（北）     | 暢達路                       |
| 3                  | 林士街               | 德輔道中                     | 3                      | 富豪機場酒店           | 暢達路                       |
| 4                  | 中環街市             | 德輔道中                     | 4                      | 國泰城                 | 駿明路                       |
| 5                  | 德忌利士街           | 德輔道中                     | 5                      | 機場警署               | 航膳西路                     |
| 6                  | 皇后像廣場           | 德輔道中                     | 6                      | 駿運南路               | 駿運路                       |
| 7                  | 金鐘站               | 金鐘道                       | 7                      | 機場空運中心           | 駿運路                       |
| 8                  | 盧押道               | 軒尼詩道                     | 8                      | 亞洲空運中心           | 駿坪路                       |
| 9                  | 菲林明道             | 軒尼詩道                     | 9                      | 赤鱲角南路             | 赤鱲角南路                   |
| 10                 | 史釗域道             | 軒尼詩道                     | 10                     | 東涌纜車站             | 達東路                       |
| 11                 | 杜老誌道             | 軒尼詩道                     | 11                     | 富東商場               | 達東路                       |
| 12                 | 灣仔消防局           | 軒尼詩道                     | 12                     | 裕東苑                 | 順東路                       |
| 13                 | 百德新街             | 怡和街                       | 13                     | 青嶼幹線巴士轉乘站     | 北大嶼山公路                 |
| 14                 | 聖保祿醫院           | 銅鑼灣道                     | 14                     | 柯士甸站               | 佐敦道                       |
| 15                 | 景隆街               | 告士打道                     | 15                     | 上海街                 | 佐敦道                       |
| 16                 | 海底隧道巴士轉乘站   | 康莊道                       | 16                     | 志和街                 | 佐敦道                       |
| 17                 | 九龍佑寧堂           | 佐敦道                       | 17                     | 海底隧道巴士轉乘站     | 康莊道                       |
| 18                 | 吳松街               | 佐敦道                       | 18                     | 百德新街               | 告士打道                     |
| 19                 | 炮台街               | 佐敦道                       | 19                     | 景隆街                 | 告士打道                     |
| 20                 | 柯士甸站             | 佐敦道                       | 20                     | 伊利莎伯大廈           | 內告士打道                   |
| 21                 | 青嶼幹線巴士轉乘站   | 北大嶼山公路                 | 21                     | 史釗域道               | 內告士打道                   |
| 22                 | 東涌消防局           | 順東路                       | 22                     | 柯布連道               | 內告士打道                   |
| 23                 | 東堤灣畔             | 順東路                       | 23                     | 分域街                 | 內告士打道                   |
| 24                 | 赤鱲角南路           | 赤鱲角南路                   | 24                     | 循道衛理大廈           | 軒尼詩道                     |
| 25                 | 亞洲空運中心         | 駿坪路                       | 25                     | 太古廣場               | 金鐘道                       |
| 26                 | 機場空運中心         | 駿運路                       | 26                     | 中銀大廈               | 金鐘道                       |
| 27                 | 香港空運貨站         | 駿運路                       | 27                     | 匯豐總行大廈           | 德輔道中                     |
| 28                 | 空郵中心             | 航膳西路                     | 28                     | 利源東街               | 德輔道中                     |
| 29                 | 國泰城               | 觀景路                       | 29                     | 中環街市               | 德輔道中                     |
| 30                 | 國泰城（東）         | 東岸路                       | 30                     | 林士街                 | 干諾道中                     |
| 31                 | 二號檢查閘           | 暢連路                       | 31                     | 中環（港澳碼頭）       | 中環（港澳碼頭）巴士總站     |
| 32                 | 一號停車場           | 暢達路                       |                        |                        |                              |
| 33                 | 一號客運大樓（北）   | 暢達路                       |                        |                        |                              |
| 34                 | 富豪機場酒店         | 暢達路                       |                        |                        |                              |
| 35                 | 機場（地面運輸中心） | 機場（地面運輸中心）巴士總站 |                        |                        |                              |

## 外部連結
城巴
- 過海隧道巴士N11線 （页面存档备份，存于）
- 過海隧道巴士N11線路線圖 （页面存档备份，存于）

其他
- 681巴士總站 城巴N11線 （页面存档备份，存于）
- 巴士資訊網 城巴N11線 （页面存档备份，存于）